# VK Sparta
VK Sparta est un club russe de volley-ball fondé en 2000 et basé à Nijni Novgorod, évoluant pour la saison 2020-2021 en Superliga.

## Historique des logos

Logo jusqu'en 2018
Logo de VK Sparta

## Effectifs

### Saison 2020-2021
| No                                          | Nom                                         | Date de naissance                           | Taille                         | Poids                          | Poste                          |
| ------------------------------------------- | ------------------------------------------- | ------------------------------------------- | ------------------------------ | ------------------------------ | ------------------------------ |
| 1                                           | Tatiana Krassilnikova                       | 16 août 1998                                | 182                            |                                | Passeuse                       |
| 2                                           | Valeria Chatounova                          | 12 juillet 1994                             | 192                            | 85                             | Réceptionneuse-attaquante      |
| 3                                           | Ioulia Sinitskaïa                           | 13 janvier 1996                             | 186                            |                                | Centrale                       |
| 4                                           | Anastassia Stankevitsioute                  | 5 février 1998                              | 165                            |                                | Libero                         |
| 5                                           | Svetlana Gatina                             | 21 mai 2003                                 | 188                            | 77                             | Réceptionneuse-attaquante      |
| 7                                           | Anastassia Joukova                          | 9 décembre 1997                             | 181                            |                                | Réceptionneuse-attaquante      |
| 8                                           | Maria Samoïlova                             | 22 décembre 1989                            | 190                            | 78                             | Réceptionneuse-attaquante      |
| 9                                           | Svetlana Massaliova                         | 29 avril 1999                               | 171                            |                                | Libero                         |
| 10                                          | Anna Prassolova                             | 15 juillet 1999                             | 190                            |                                | Centrale                       |
| 11                                          | Elizaveta Kochurina                         | 1er octobre 2002                            | 189                            | 78                             | Centrale                       |
| 13                                          | Janna Kaskova                               | 28 septembre 1994                           | 176                            |                                | Attaquante                     |
| 18                                          | Alina Podskalnaïa                           | 9 juin 1998                                 | 178                            | 65                             | Passeuse                       |
|                                             |                                             |                                             |                                |                                |                                |
| Encadrement technique                       | Encadrement technique                       |                                             | Légende                        | Légende                        | Légende                        |
| Entraîneur : Slobodan Radivojević           | Entraîneur : Slobodan Radivojević           | Entraîneur : Slobodan Radivojević           | : Capitaine                    | : Capitaine                    | : Capitaine                    |
| Entraîneur(s) adjoint(s) : Alekseï Stepanov | Entraîneur(s) adjoint(s) : Alekseï Stepanov | Entraîneur(s) adjoint(s) : Alekseï Stepanov | : Joueuse blessée actuellement | : Joueuse blessée actuellement | : Joueuse blessée actuellement |